# Bóveda del Río Almar
Bóveda del Río Almar – gmina w Hiszpanii, w prowincji Salamanka, w Kastylii i León, o powierzchni 23,01 km². W 2011 roku gmina liczyła 253 mieszkańców.